# Březová (Morávia-Silésia)
Březová é uma comuna checa localizada na região de Morávia-Silésia, distrito de Opava.